# Marek Výborný
Marek Výborný, né le 10 juillet 1976 à Heřmanův Městec, est un enseignant et homme politique tchèque, membre du mouvement Union chrétienne démocrate - Parti populaire tchécoslovaque (KDU-ČSL).

## Biographie

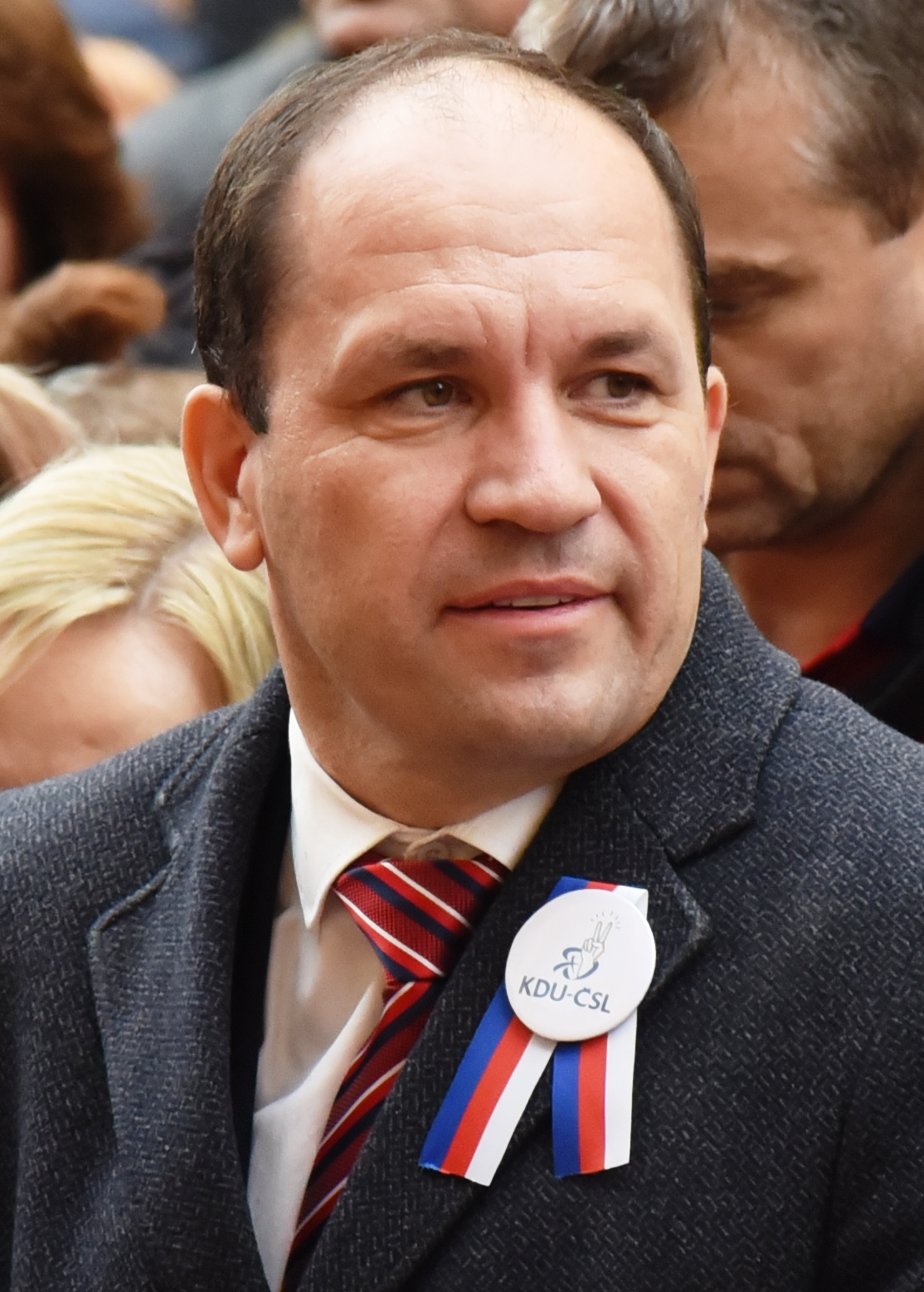
Marek Výborný en novembre 2019.